# Скрипчинская, Любовь Владимировна
Любовь Владимировна Скрипчинская (укр. Скрипчинська Любов Володимирівна; 1912—2003) — советский и украинский учёный, доктор сельскохозяйственных наук (1961), профессор (1965).
Её труды посвящены вопросам освоения пойменных земель и выращиванию риса в поймах рек.

## Биография
Родилась 17 сентября (30 сентября по новому стилю) 1912 года в Краснодаре.
В 1936 окончила Новочеркасский инженерно-мелиоративный институт (ныне Новочеркасская государственная мелиоративная академия) и до 1965 года работала в этом вузе. Член КПСС с 1945 года. В 1961 году защитила докторскую диссертацию на тему «Поймы Волги и рек Северного Кавказа — основной резерв для развития рисосеяния». С 1965 года была профессором кафедры сельскохозяйственной мелиорации Украинского института инженеров водного хозяйства (УИИВХ, ныне Национальный университет водного хозяйства и природопользования) в городе Ровно, где в 1973—1975 годах возглавляла кафедру гидромелиорации. В этом же вузе Л. В. Скрипчинская создала свою научную школу. С 1980 года она являлась научным консультантом Центрального научно-исследовательского института комплексного использования водных резервов (ЦНИИКИВР) в Кишинёве.
Находясь на пенсии проживала в Одессе. Умерла в 2003 году.
Заслуженный деятель науки Украинской ССР (1967), награждена медалями.
Внучка — доктор филологических наук, профессор, Наталья Владимировна Петлюченко (1966).